# 無所属連合 (イギリス)
無所属連合（むしょぞくれんごう、Independent Alliance）はイギリス議会庶民院内における党派であり、5人の無所属議員により構成されている。
無所属連合は政党ではないが、議会内における会派となっている。

## 解説
この議会会派は2024年の9月2日にショカト・アダム、アドナン・フセイン、アユブ・カーン、イクバル・モハメド議員と並んで前労働党党首であるジェレミー・コービンにより結成された。メンバーである5人は全員が2024年イギリス総選挙において無所属議員として当選している。